# Domenico Laurenzio
Domenico Laurenzio (XVII w.) – włoski śpiewak znany z działalności w Wiedniu, sopran (kastrat?).
Od 1 stycznia 1672 roku do 1684 roku zatrudniony był w cesarskiej kapeli wiedeńskiej (Kaiserliche Hofskapelle; spośród 21 sopranistów działających w niej w drugiej połowie XVII wieku znaczna większość pochodziła z Włoch). Pobierał pensję miesięczną w wysokości 60 guldenów.